# Vino de mesa

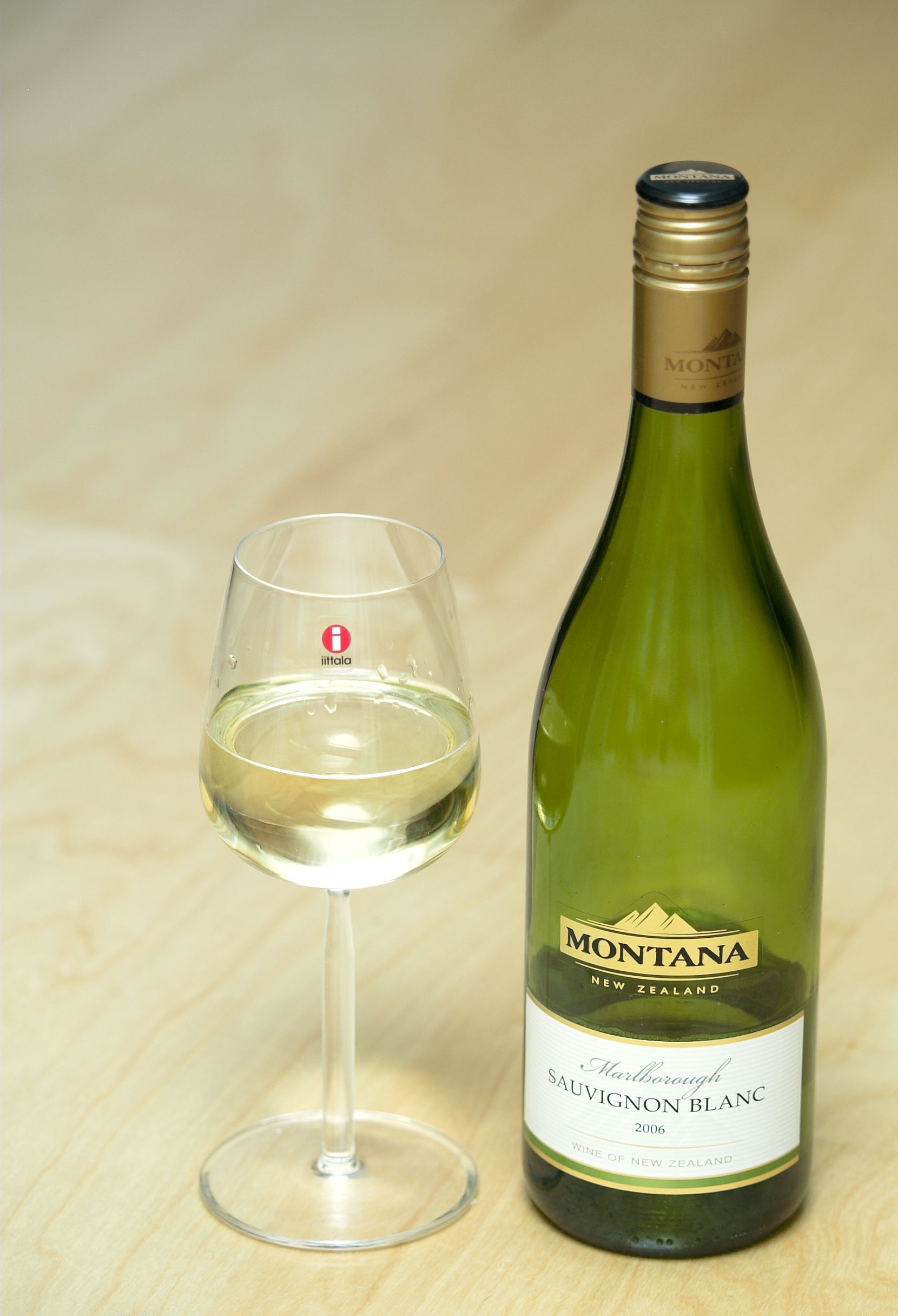
Un ejemplo de vino de mesa, el Montana Marlborough Sauvignon Blanc de 2006

Vino de mesa o vino de pasto es la denominación genérica del más común y ligero de los vinos, que se bebe comúnmente durante la comida.
En la Unión Europea, antes de la entrada en vigor del Reglamento (CE) 479/2008, era la denominación de venta obligatoria para el vino que no estaba acogido a ninguna denominación de origen ni indicación geográfica. En Francia y Luxemburgo se llamaba vin de table, en Rumania, vin de masă, en Portugal vinho de mesa, en Italia vino da tavola, en Grecia epitrapezios oinos y en Alemania Deutscher Tafelwein.
La Unión Europea estipulaba dos categorías: vino de mesa o vino de calidad. Este último debía estar sujeto a alguna denominación de origen (DO) o indicación geográfica protegida (IGP). Por tanto, vino de mesa era todo aquel que no estaba incluido en alguna denominación geográfica regulada. El vino de mesa, además de no poder indicar su región de producción (salvo la dirección del embotellador, que en caso de estar dentro de una DO o IGP es sustituida por el código postal), tampoco podía hacer menciones a las características organolépticas del mismo ni indicar el año de cosecha ni la variedad de uva.
Con el Reglamento del 2008, el vino de mesa ha pasado a denominarse simplemente vino, permitiendo también la indicación del año de cosecha o la variedad de uva utilizada, siempre que se certifiquen por una entidad de control independiente. Igualmente se permite indicar el país de producción, como vino de España o vino producido en España, o en el caso de utilizar uvas de diferentes países, se puede comercializar como Vino de la Comunidad Europea o con expresiones equivalentes.
Aunque la catalogación de vino de mesa, o simplemente vino, está pensada para vinos corrientes sin aspiraciones de calidad, con carácter excepcional pueden comercializarse en esta categoría vinos bastante ambiciosos, si están hechos con variedades vitíferas no tradicionales o con procesos para elaborar vino no convencionales. El ejemplo más conocido es lo que se llaman "supertoscanos", que se hacen con cantidades más altas de las permitidas de variedades internacionales (uvas foráneas en Italia como merlot o cabernet sauvignon) o sin incluir la obligatoria pequeña proporción de Cannaiolo, Malvasía y Trebbiano para la relevante apelación toscana. En 1992 Italia creó la Indicazione Geografica Típica (IGT) específicamente para permitir a los supertoscanos abandonar la categoría de "vino de mesa".